# Colón (eiland)
Colón is een eiland in de noordwestelijke Panamese provincie Bocas del Toro. Het is het noordelijkste en met 61 km² het grootste eiland van de Bocas del Toro-archipel langs de Caraïbische noordwestkust van Panama.
De hoofdstad van de provincie Bocas del Toro, de gelijknamige stad, ligt op een schiereiland in het zuidoosten van het eiland en is een van Panama's populairste toeristenoorden. De stad heeft een vliegveld en is een van de weinige Panamese steden met een haven. Het eiland en de stad kan in zo'n dertig minuten met een watertaxi vanaf Almirante op het vasteland bereikt worden.
Het eiland en omliggende eilanden kent enkele toeristische bezienswaardigheden en diverse toeristische voorzieningen, die in trek zijn bij buitenlandse toeristen. De omliggende eilanden, die vooral bezocht worden voor de natuur, zijn te bereiken met private boten of gehuurde watertaxi's.

## Geboren
- Roberto Chen (24 mei 1994), voetballer